# Ethan Galbraith
Ethan Stuart William Galbraith (Belfast, Irlanda del Norte, 11 de mayo de 2001) es un futbolista británico. Juega en la posición de centrocampista y su equipo es el Swansea City A. F. C. de la EFL Championship de Inglaterra.

## Selección nacional
Tras jugar con la selección de fútbol sub-17 de Irlanda del Norte, la sub-19 y la sub-21, finalmente hizo su debut con la selección absoluta el 5 de septiembre de 2019 en un partido contra Luxemburgo que finalizó con un resultado de 1-0 a favor del combinado norirlandés tras un autogol de Kevin Malget.

## Estadísticas

### Clubes
| Club                               | Div.          | Temporada     | Liga  | Liga  | Copas nacionales | Copas nacionales | Torneos internacionales | Torneos internacionales | Total | Total |
| Club                               | Div.          | Temporada     | Part. | Goles | Part.            | Goles            | Part.                   | Goles                   | Part. | Goles |
| ---------------------------------- | ------------- | ------------- | ----- | ----- | ---------------- | ---------------- | ----------------------- | ----------------------- | ----- | ----- |
| Manchester United F. C. Inglaterra | 1.ª           | 2019-20       | 0     | 0     | 0                | 0                | 1                       | 0                       | 1     | 0     |
| Manchester United F. C. Inglaterra | Total club    | Total club    | 0     | 0     | 0                | 0                | 1                       | 0                       | 1     | 0     |
| Doncaster Rovers F. C. Inglaterra  | 3.ª           | 2021-22       | 33    | 1     | 3                | 0                | ―                       | ―                       | 36    | 1     |
| Doncaster Rovers F. C. Inglaterra  | Total club    | Total club    | 33    | 1     | 3                | 0                | 0                       | 0                       | 36    | 1     |
| Salford City F. C. Inglaterra      | 4.ª           | 2022-23       | 32    | 4     | 6                | 0                | ―                       | ―                       | 38    | 4     |
| Salford City F. C. Inglaterra      | Total club    | Total club    | 32    | 4     | 6                | 0                | 0                       | 0                       | 38    | 4     |
| Leyton Orient F. C. Inglaterra     | 3.ª           | 2023-24       | 39    | 4     | 6                | 1                | ―                       | ―                       | 45    | 5     |
| Leyton Orient F. C. Inglaterra     | 3.ª           | 2024-25       | 42    | 6     | 9                | 0                | ―                       | ―                       | 51    | 6     |
| Leyton Orient F. C. Inglaterra     | Total club    | Total club    | 81    | 10    | 15               | 1                | 0                       | 0                       | 96    | 11    |
| Swansea City A. F. C. Gales        | 2.ª           | 2025-26       | 0     | 0     | 0                | 0                | ―                       | ―                       | 0     | 0     |
| Swansea City A. F. C. Gales        | Total club    | Total club    | 0     | 0     | 0                | 0                | 0                       | 0                       | 0     | 0     |
| Total carrera                      | Total carrera | Total carrera | 146   | 15    | 24               | 1                | 1                       | 0                       | 171   | 16    |